# Сазерленд, Лейла
Ле́йла Са́зерленд (англ. Leilah Sutherland; 22 марта 1985, Рединг, Англия, Великобритания) — английская актриса.

## Биография
Лейла Сазерленд родилась 22 марта 1985 года в Рединге (Англия, Великобритания).
В 2001 году Лейла дебютировала в кино, сыграв роль Алисии Спиннет в фильме «Гарри Поттер и философский камень». В 2002 году в фильме «Гарри Поттер и тайная комната», по неизвестным причинам, Сазерленд была заменена на Рошель Дуглас.

## Фильмография
| Год  |   | Русское название                  | Оригинальное название                    | Роль          |
| ---- | - | --------------------------------- | ---------------------------------------- | ------------- |
| 2001 | ф | Гарри Поттер и философский камень | Harry Potter and the Philosopher's Stone | Алиша Спинетт |